# Ловцов, Мартин Леонтьевич
Мартин Леонтьевич Ловцов (ок. 1795, Ловцы, Рязанская губерния — 29 января (10 февраля) 1869, Москва) — священник русской православной церкви, протоиерей; педагог, магистр богословия, гебраист, переводчик.

## Биография
Родился около 1795 года в селе Ловцы Рязанской губернии, в семье пономаря Воскресенского храма Леонтия Кирилловича (1754—1814). Его дед — Кирилл Васильевич (1727—1785), был настоятелем этого храма. Его родной брат имел другую фамилию: Алексей Леонтьевич Ловецкий.
По окончании Рязанской духовной семинарии в 1818 году поступил в Московскую духовную академию (МДА), которую окончил в 1822 году девятым магистром. Был оставлен в академии бакалавром еврейского языка.
В 1828 году он оставил службу в МДА и поступил священником к московской Троицкой церкви в Кожевниках. С 1830 по 1856 год был законоучителем Екатерининского института благородных девиц и священником институтской церкви Екатерины Великомученицы. Воспитанницы института относились к нему восторженно. По свидетельству писательницы и переводчицы Анны Николаевны Макаровой (в замужестве Энгельгардт) он:
…Подкупал в свою пользу и внешностью своей, и внутренними качествами. О6 его бескорыстии и благородстве ходило много рассказов.
Он был очень умен и образован и имел обаятельную наружность, несмотря на то, что был уже немолод в мое время; его старшие дочери были замужем и имели детей. Он был среднего роста, стройный, с плавными, изящными движениями и поистине очаровательным лицом, как по чертам, так и по выражению: тонкое, худощавое и бледное, окаймленное русыми с проседью кудрями, с глубокими, несколько строгими глазами, оно казалось проникнутым какой-то неземной прелестью. Такими художники изображают апостолов и святых.
— Бог! Спаситель! Иисус Христос! — кричат ему, бывало, вслед десятки голосов, когда в субботу он проходит через залу в церковь, чтобы служить всенощную.
— Сударыни, сколько раз я просил вас не призывать имя Божие всуе! — ответит он своим мягким, звучным голосом, окидывая нас строгим взглядом.
— Простите! Не будем! — раздастся в ответ. — Бог! — прорывается при этом какой-нибудь отдельный голос, тотчас же заглушаемый шиканьем остальных.
Пожмет плечами наш кумир, слегка улыбнется и пойдет дальше.
— Божественный! — поет ему вслед дружный хор. 
Деятельность Ловцова была оценена и властями: «По долговременному, основательному и благоуспешному преподаванию Закона Божия и усердному исполнении прочих обязанностей, при честном поведении» награждён орденами Святой Анны 3-й степени (1852) и 2-й степени (1855).
С 1856 по 1869 год был настоятелем церкви в честь иконы Неопалимая купина близ Девичья поля в Москве.
Умер в Москве 29 января (10 февраля) 1869 года. Был похоронен на Лазаревском кладбище.

## Труды
Ловцов был автором синодального перевода книги Второзакония. В его архиве в Отделе рукописей Российской государственной библиотеки (Ф. 151) хранятся и другие переводы библейских текстов (Пророчества Исайи, Илии, Иоиля и др.), а также работы по гебраистике. Весьма вероятно, что часть из них вошла в корпус текстов переводов Ветхого завета.
Перу Ловцова принадлежит работа об иконах Богоматери, именуемых "Неопалимая Купина" и "Нечаянная радость": Две чудотворные иконы Пресвятой Богородицы в московской Неопалимовской церкви // Душеполезное чтение. — 1863, Август. — Ч. 2. — С. 113-117.
В архиве Ловцова (Ф. 151) много переводов, стихов, работ по теории стихосложения, а также тексты выступлений и проповедей как самого Мартина Леонтьевича, так и его родственников.

## Семья
Жена — Варвара Семёновна (1808—1853) — дочь московского протоиерея Семёна Ивановича Протопопова — в 1823 году окончила с серебряной медалью Александровское училище. Их дети:
- Николай (1826—1871) — окончил Московскую духовную семинарию и Императорский московский университет, служил в губернском правлении в Санкт-Петербурге;
- Мария (1827—1875) — окончила Екатерининский институт, была замужем за преподавателем МДА и протоиереем Ипполитом Богословским-Платоновым;
- Софья (1830—1916) — окончила Екатерининский институт, была замужем за ректором МДА Сергеем Константиновичем Смирновым.
- Анна (1832—1912) — окончила Екатерининский институт, была замужем за преподавателем МДА Д. Г. Левитским. Вскоре после смерти мужа стала начальницей Московского филаретовского училища для девиц духовного звания[7];
- Фёдор (1835—1919) — окончил Московскую духовную семинарию, служил в церкви Успения на Могильцах в Москве, сначала диаконом, затем настоятелем, протоиерей; был гласным Московской городской думы;
- Варвара (1835—1882).
- Сергей (1844—1898) — окончил Московскую духовную семинарию, был ранен на войне и не служил.

## Рекомендованная литература
- РГБ Фонд 151: Ловцов, Мартын Леонтьевич (1795—1869); Ловцов, Федор Мартынович (1835—1919) (проповеди и др.)